# Académie de législation
L'Académie de législation est une société savante fondée en 1851 à Toulouse.

## Présentation
L'Académie de législation est placée sous le patronage du jurisconsulte Cujas et comprend 40 membres répartis entre magistrats, universitaires, avocats, notaires, ainsi que des correspondants français et étrangers. 
Elle tenait du Ministre de l'lnstruction publique l'honneur de juger, dans un concours suprême, les lauréats de toutes les facultés de droit de France.
L'Académie de législation organise des séances publiques sur des thèmes d'actualité.
L'Académie de législation siège dans l'Hôtel d'Assézat et de Clémence Isaure situé à Toulouse.

## Prix
L'Académie de législation décerne annuellement un prix de thèse dans chacun des cinq domaines disciplinaires suivants : Droit européen (Prix Isaac), Droit privé (Prix Ozenne), Droit public (Prix Bazille), Droit commercial (Prix Garrigou), et Histoire du droit (Prix Ourliac).
Les travaux appelés à concourir doivent avoir été soutenus au cours de l'année civile devant une des universités du Midi de la France ou d'Occitanie : Avignon, Aix-marseille III, Bordeaux IV, Clermont-Ferrand I, Corte, Grenoble II, Limoges, Lyon II, Lyon III, Montpellier I, Nice, Pau, Perpignan, Saint-Étienne, Toulon, Toulouse I.

## Organisation

### Présidents
- ?-2017 : Jean-Jacques Barbieri
- Depuis 2017 : Corinne Saint-Alary-Houin

### Secrétaires perpétuels
- 1851-1855 : Osmin Benech
- 1855-1867 : Jean-François Sacase
- 1867-1879 : Gustave Humbert
- 1879-1894 : Louis Arnault
- 1894-1911 : Antonin Deloume
- 1911-1918 : Joseph Bressolles
- 1918-1938 : Joseph Declareuil
- 1938-1944 : Étienne Perreau
- 1944-1960 : Georges Boyer
- 1960-1987 : Paul Ourliac
- 1987-2002 : Albert Viala
- depuis 2004 : Jean-Pierre Pech[1]